# Mistrzostwa Europy w Judo 1991
40. Mistrzostwa Europy w Judo odbywały się w 1991 roku w Pradze (Czechosłowacja). Turniej drużynowy odbył się 26 i 27 października w ’s-Hertogenbosch.

## Mężczyźni
| Konkurencja: | Złoto | Srebro | Brąz |
| -60kg        | Philippe Pradayrol | Piotr Kamrowski | József Wágner Marino Cattedra |
| -65kg        | Eric Born | József Csák | Martin Schmidt Ian Freeman |
| -71kg        | Stefan Dott | Josef Vensek | Christophe Gagliano Magomiedbiek Alijew |
| -78kg        | Anthonie Wurth | Johan Laats | Krzysztof Kamiński Baszyr Warajew |
| -86kg        | Axel Lobenstein | Giorgio Vismara | Adrian Croitoru León Villar |
| -95kg        | Theo Meijer | Georgi Gourgaszwili | Stéphane Traineau Detlef Knorrek |
| +95kg        | Henry Stöhr | Siergiej Kosorotow | Rafał Kubacki David Douillet |
| Open         | Igor Bereżnicki | Bernd Von Eitzen | Patrice Rognon Stefano Venturelli |
| Drużynowo    | ZSRR · Ruslan Gamzatov · Shukhrat Gafurov · Szarip Warajew · Magomiedbiek Alijew · Sergej Klischin · Dmitrij Siergiejew · Igor Bereznitsky · | Francja · Philippe Pradayrol · Nasser Nechar · Patrick Rosso · Bertrand Amoussou · Fabien Canu · Georges Mathonnet · Stéphane Traineau · (Christophe Gagliano, Pascal Tayot) | Belgia · Patrick De Poorter · Philip Laats · Didier Raquet · Johan Laats · Rene Goos · Robert Van de Walle · Harry Van Barneveld · Holandia · Guno Pocorni · Jan van Buren · Danny Maij · Louis Wijdenbosch · Ben Spijkers · Dennis Raven · Theo Meijer · Anthonie Wurth |

## Kobiety
| Konkurencja: | Złoto | Srebro | Brąz |
| -48kg        | Cécile Nowak | Karen Briggs | Yolanda Soler Giovanna Tortora |
| -52kg        | Jessica Gal | Loretta Doyle | Alessandra Giungi Fabienne Boffin |
| -56kg        | Miriam Blasco | Gooitske Marsman | Catherine Arnaud Gudrun Hausch |
| -61kg        | Zsuzsa Nagy | Frauke Eickhoff | Ja’el Arad Susanne Profanter |
| -66kg        | Isabelle Beauruelle | Kate Howey | Chantal Han Emanuela Pierantozzi |
| -72kg        | Laetitia Meignan | Elisabeth Karlsson | Ulla Werbrouck Marion van Dorssen |
| +72kg        | Beata Maksymow | Claudia Weber | Swietłana Gundarienko Angelique Seriese |
| Open         | Monique van der Lee | Renata Szał | Karin Kutz Natalina Lupino |
| Drużynowo    | Francja · Sylvie Meloux · Dominique Berna · Catherine Arnaud · Catherine Fleury-Vachon · Isabelle Beauruelle · Aline Batailler · Natalina Lupino · (Laetitia Meignan) | Wielka Brytania · Loretta Doyle · Sharon Rendle · Nicola Fairbrother · Melody Johnson · Kate Howey · Jane Morris · Sharon Lee | Niemcy · Kathrin Klaba · Kerstin Emich · Gudrun Hausch · Regina Philips · Petra Wahnsiedler · Regina Schuettenhelm · Carmen Godel · Holandia · Agnès Endel · Jessica Gal · Gooitske Marsman · Marjolein van Dommelen · Jenny Gal · Marion van Dorssen · Monique van der Lee · (Chantal Han) |

## Klasyfikacja medalowa
| Miejsce | Państwo         | Złoto | Srebro | Brąz | Razem |
| ------- | --------------- | ----- | ------ | ---- | ----- |
| 1       | Francja         | 5     | 1      | 7    | 13    |
| 2       | Holandia        | 4     | 1      | 5    | 10    |
| 3       | Niemcy          | 3     | 3      | 5    | 11    |
| 4       | ZSRR            | 2     | 1      | 3    | 6     |
| 5       | Polska          | 1     | 2      | 2    | 5     |
| 6       | Węgry           | 1     | 1      | 1    | 3     |
| 7       | Hiszpania       | 1     | 0      | 2    | 3     |
| 8       | Szwajcaria      | 1     | 0      | 0    | 1     |
| 9       | Wielka Brytania | 0     | 4      | 1    | 5     |
| 10      | Włochy          | 0     | 1      | 5    | 6     |
| 11      | Belgia          | 0     | 1      | 2    | 3     |
| 12      | Gruzja          | 0     | 1      | 0    | 1     |
| -       | Szwecja         | 0     | 1      | 0    | 1     |
| -       | Czechosłowacja  | 0     | 1      | 0    | 1     |
| 15      | Austria         | 0     | 0      | 1    | 1     |
| -       | Izrael          | 0     | 0      | 1    | 1     |
| -       | Rumunia         | 0     | 0      | 1    | 1     |